# Cesare Guerrieri Gonzaga
Cesare Guerrieri Gonzaga (Mantova, 2 marzo 1749 – Roma, 5 febbraio 1832) è stato un cardinale italiano.

## Biografia
Nacque a Mantova il 2 marzo 1749 dal marchese Bonaventura, ufficiale dell'esercito imperiale e dalla marchesa Lucrezia Valenti Gonzaga. Era il pronipote del cardinale Silvio Valenti Gonzaga e nipote del cardinale Luigi Valenti Gonzaga.
Papa Pio VII lo elevò al rango di cardinale nel concistoro del 27 settembre 1819.
Partecipò a tre conclavi:
- conclave del 1823 che elesse Leone XII;
- conclave del 1829 che elesse Pio VIII;
- conclave del 1830-1831 che elesse Gregorio XVI.

Morì il 5 febbraio 1832 all'età di 82 anni.

## Ascendenza
|                                                       |                                                          |                                                        | Genitori                                                            |  |  | Nonni |  |  | Bisnonni                                           |  |  | Trisnonni                                         |  |
|                                                       |                                                          |                                                        |                                                                     |  |  |       |  |  | Cesare Guerrieri Gonzaga, III marchese di Mombello |  |  | Tullo I Guerrieri Gonzaga, I marchese di Mombello |  |
|                                                       |                                                          |                                                        |                                                                     |  |  |       |  |  | Cesare Guerrieri Gonzaga, III marchese di Mombello |  |  | Tullo I Guerrieri Gonzaga, I marchese di Mombello |  |
|                                                       |                                                          | Giulia Brembati                                        |                                                                     |  |  |       |  |  | Cesare Guerrieri Gonzaga, III marchese di Mombello |  |  |                                                   |  |
| Tullo II Guerrieri Gonzaga, IV marchese di Mombello   |                                                          |                                                        |                                                                     |  |  |       |  |  | Cesare Guerrieri Gonzaga, III marchese di Mombello |  |  |                                                   |  |
|                                                       |                                                          | …                                                      | …                                                                   |  |  |       |  |  |                                                    |  |  |                                                   |  |
|                                                       |                                                          | …                                                      | …                                                                   |  |  |       |  |  |                                                    |  |  |                                                   |  |
|                                                       |                                                          | …                                                      | …                                                                   |  |  |       |  |  |                                                    |  |  |                                                   |  |
| Bonaventura Guerrieri Gonzaga, V marchese di Mombello |                                                          | …                                                      |                                                                     |  |  |       |  |  |                                                    |  |  |                                                   |  |
|                                                       |                                                          | Alessandro Maria Visconti                              | Giambattista Visconti, signore di Sant'Alessandro, Vaiano e Lavagna |  |  |       |  |  |                                                    |  |  |                                                   |  |
|                                                       |                                                          | Alessandro Maria Visconti                              | Giambattista Visconti, signore di Sant'Alessandro, Vaiano e Lavagna |  |  |       |  |  |                                                    |  |  |                                                   |  |
|                                                       |                                                          | Alessandro Maria Visconti                              | Paola Caccia                                                        |  |  |       |  |  |                                                    |  |  |                                                   |  |
| Drusilla Visconti                                     |                                                          | Alessandro Maria Visconti                              |                                                                     |  |  |       |  |  |                                                    |  |  |                                                   |  |
|                                                       |                                                          | Costanza Landriani                                     | Cesare Landriani, signore di Vidigulfo                              |  |  |       |  |  |                                                    |  |  |                                                   |  |
|                                                       |                                                          | Costanza Landriani                                     | Cesare Landriani, signore di Vidigulfo                              |  |  |       |  |  |                                                    |  |  |                                                   |  |
|                                                       |                                                          | Costanza Landriani                                     | Angiola Croce                                                       |  |  |       |  |  |                                                    |  |  |                                                   |  |
| Cesare Guerrieri Gonzaga                              |                                                          | Costanza Landriani                                     |                                                                     |  |  |       |  |  |                                                    |  |  |                                                   |  |
|                                                       | Carlo Francesco Valenti Gonzaga, II marchese di Montilio | Odoardo Valenti Gonzaga, I marchese di Montilio        |                                                                     |  |  |       |  |  |                                                    |  |  |                                                   |  |
|                                                       | Carlo Francesco Valenti Gonzaga, II marchese di Montilio | Odoardo Valenti Gonzaga, I marchese di Montilio        |                                                                     |  |  |       |  |  |                                                    |  |  |                                                   |  |
|                                                       | Carlo Francesco Valenti Gonzaga, II marchese di Montilio | Laura Castelbarco                                      |                                                                     |  |  |       |  |  |                                                    |  |  |                                                   |  |
| Odoardo Valenti Gonzaga, III marchese di Montilio     | Carlo Francesco Valenti Gonzaga, II marchese di Montilio |                                                        |                                                                     |  |  |       |  |  |                                                    |  |  |                                                   |  |
|                                                       |                                                          | Barbara Andreasi, II marchesa di Rolo                  | Silvio Andreasi, I marchese di Rolo                                 |  |  |       |  |  |                                                    |  |  |                                                   |  |
|                                                       |                                                          | Barbara Andreasi, II marchesa di Rolo                  | Silvio Andreasi, I marchese di Rolo                                 |  |  |       |  |  |                                                    |  |  |                                                   |  |
|                                                       |                                                          | Barbara Andreasi, II marchesa di Rolo                  | Camilla Emili                                                       |  |  |       |  |  |                                                    |  |  |                                                   |  |
| Lucia Valenti Gonzaga                                 |                                                          | Barbara Andreasi, II marchesa di Rolo                  |                                                                     |  |  |       |  |  |                                                    |  |  |                                                   |  |
|                                                       |                                                          | Giovanni Battista Castelbarco, II conte di Castelbarco | Francesco Castelbarco, I conte di Castelbarco                       |  |  |       |  |  |                                                    |  |  |                                                   |  |
|                                                       |                                                          | Giovanni Battista Castelbarco, II conte di Castelbarco | Francesco Castelbarco, I conte di Castelbarco                       |  |  |       |  |  |                                                    |  |  |                                                   |  |
|                                                       |                                                          | Giovanni Battista Castelbarco, II conte di Castelbarco | Claudia Dorotea Emerenziana von Lodron                              |  |  |       |  |  |                                                    |  |  |                                                   |  |
| Francesca Castelbarco                                 |                                                          | Giovanni Battista Castelbarco, II conte di Castelbarco |                                                                     |  |  |       |  |  |                                                    |  |  |                                                   |  |
|                                                       |                                                          | Chiara Rangoni                                         | Lotario Rangoni                                                     |  |  |       |  |  |                                                    |  |  |                                                   |  |
|                                                       |                                                          | Chiara Rangoni                                         | Lotario Rangoni                                                     |  |  |       |  |  |                                                    |  |  |                                                   |  |
|                                                       |                                                          | Chiara Rangoni                                         | Lucrezia di Sanbonifacio                                            |  |  |       |  |  |                                                    |  |  |                                                   |  |
|                                                       |                                                          | Chiara Rangoni                                         |                                                                     |  |  |       |  |  |                                                    |  |  |                                                   |  |